# Sorman
Sorman (arabisch صرمان Surman) ist eine Stadt nahe der Mittelmeerküste in der Region Tripolitanien im nordwestlichen Libyen. Sie gehört offiziell zum Munizip der Stadt az-Zawiya.
Die Stadt Sorman hat grob geschätzt insgesamt etwa 36.707 Einwohner.